# Macropogon piceus
Macropogon piceus is een keversoort uit de familie Artematopodidae. De wetenschappelijke naam van de soort is voor het eerst geldig gepubliceerd in 1861 door LeConte.